# Efemerofit

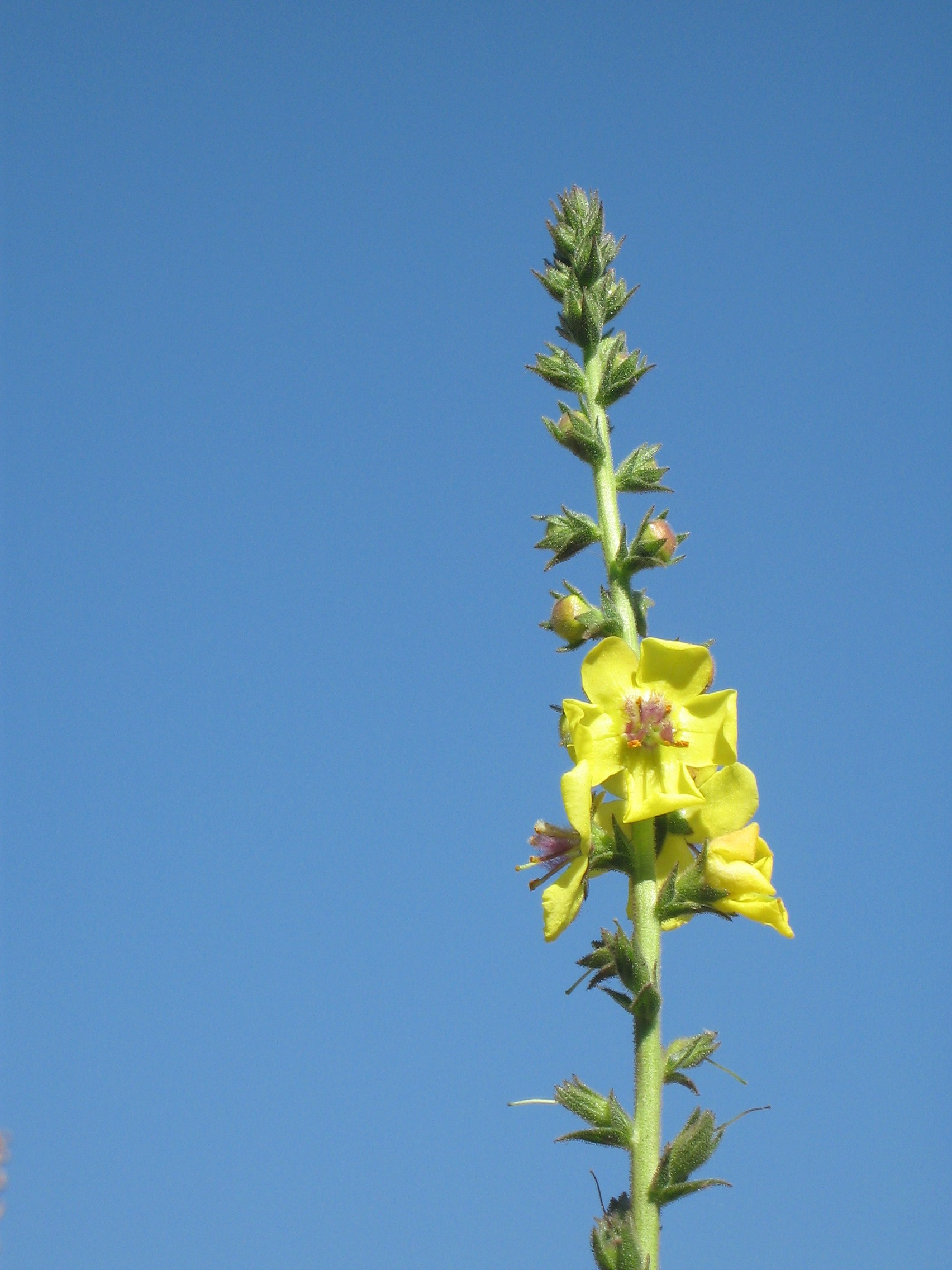
Dziewanna rózgowata, we florze Polski efemerofit

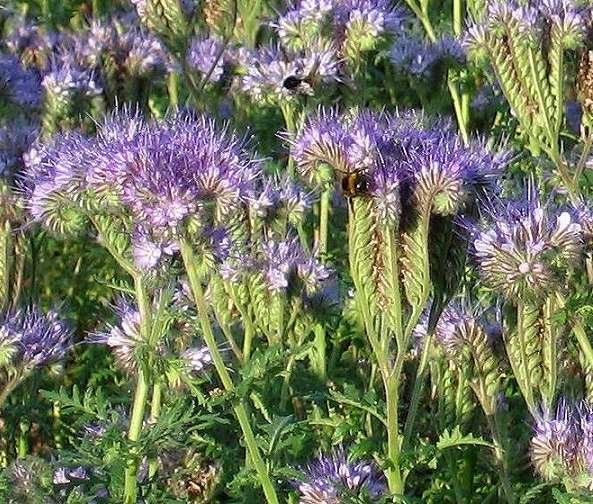
Facelia błękitna, we florze Polski efemerofit

Efemerofit (łac. ephemerophyta, ang. ephemerophyte, z gr. ἐφήμερος „dzienny”, φυτόν „roślina”) – gatunek roślin obcego pochodzenia, który przypadkowo został zawleczony i – zwykle przejściowo – występuje we florze danego kraju lub obszaru. Stosunkowo często efemerofity pojawiają się wokół miejsc przeładunku towarów, np. wokół portów, dworców kolejowych lub innych stacji przeładunkowych, a także wokół szkółek ogrodniczych i ogrodów botanicznych, w których uprawia się gatunki obce. Efemerofity zwykle nie mają możliwości przejścia całego cyklu rozwojowego w klimacie, w jakim się znalazły, dlatego w krótkim czasie zanikają.
Niektórym gatunkom jednak, czy to w wyniku skrzyżowania z rodzimymi gatunkami, czy też w wyniku pewnych przemian ewolucyjnych, udaje się czasami trwale zaaklimatyzować. Trwa to dość długo, np. czas potrzebny do pełnej aklimatyzacji (tzw. time lag – czas wyczekiwania) czeremchy amerykańskiej w Niemczech wyniósł 30 lat, zaś klonu jesionolistnego – 180 lat.
Według badań prof. K. Rostańskiego z 1986 w polskiej florze było 531 efemerofitów. Liczby te zmieniają się jednak ciągle. Efemerofity wraz z ergazjofigofitami tworzą grupę diafitów.
W tym ujęciu pojęcie efemerofity odnosi się tylko do historyczno-geograficznego podziału świata roślin. Niektóre źródła jednak rozszerzają pojęcie efemerofitów również na ich cykl życiowy i uznają go za synonim roślin efemerycznych (np. encyklopedia Wiem).